# Периферийные кечуанские языки
Периферийные кечуанские языки (кечуа II, кечуа A, уампуй, уайпуна; Wamp’uy rimay) — самая обширная из двух ветвей кечуанских языков или диалектов языка кечуа. На этих разновидностях кечуа говорит подавляющее большинство носителей.
Периферийные кечуанские языки распадаются на 3 территориально разнесённые группы.

## Севернокечуанская группа
- Севернокечуанская группа (II-B, чинчай) распространена в Эквадоре, на юге Колумбии и севере Перу, свыше 2 млн говорящих. Многие из них испытали субстратное влияние языков, распространённых на этих территориях в доинкскую эпоху. Большинство диалектов этой группы объединяются под названиями «эквадорский кечуа» или «кичуа». В неё входят:
  - чачапоясский кечуа (Chachapuya)
  - сан-мартинский кечуа (ламиста; Lamas-Luritu)
  - амазонский кичуа (вкл. инга в Колумбии)
  - горно-эквадорский кичуа
    - эквадорский стандартный кечуа (исп: quichua ecuatoriano unificado, кеч: shukllachishka kichwa) — основан на горных диалектах центрального Эквадора

### Фонетические особенности
В Кечуа II-B согласные обычно озвончаются после n (например, ['in’ga] вместо ['in.ka]). Рефлекс южного [q] произносится как [k], при этом соответственно не наблюдаются изменения гласных, вызванные соседством с этой фонемой и характерные для других вариантов кечуа.

## Южнокечуанская группа
- Южнокечуанская группа (II-C, чинчай) является самой многочисленной по числу говорящих (более 7 млн чел.). Включает диалекты:
  - аякучанский (аякучо, чанка; Chanka) — юг Перу;
  - куско-боливийский (куско-кольяо; Qusqu-Qullaw) — юго-восток Перу, север Чили, северо- и юго-запад Боливии;
    - кусканский (исп. Cusqueño; кечуа Qusqu Runasimi, Qusqu Qhichwa)
    - южноболивийский

  - сантьягеньо (Arhintinap runasimin) — провинция Сантьяго-дель-Эстеро в Аргентине;
  - вымерший классический кечуа — государственный язык империи инков;
  - современный южнокечуанский литературный язык (Quechua sureño unificado) — используется в Перу, Боливии и Аргентине; основан на диалектах Куско и Аякучо.

### Фонетические особенности
В кечуа II-C tr обычно меняется на ch, а sh — на s или на h. Буквы -p и -k в конце слога обозначают звук [x], а -q — звук [χ]. В аякучанском буква q обозначает звук [χ] во всех позициях. В этих разновидностях кечуа (за исключением аякучанского) дополнительно есть придыхательные и абруптивные согласные.

## Юнкайская группа
- Юнкайская группа (II-A, юнгай) включает 5 идиомов, на которых говорят 60 тыс. чел. в нескольких изолированных анклавах на северо-западе и в центре Перу; выделение этой группы остаётся проблематичным. Эти идиомы демонстрируют черты кечуа I и II, при этом их близкое генетическое родство между собой вызывает сомнения. В некоторых вариантах классификации они выделяются в отдельную ветвь кечуа III. Есть также весомые аргументы в пользу того, чтобы разделить эти идиомы между кечуа I (язык пакараос) и группами B (кашамарка, каньярис-инкауаси) и C (линча и лараос) ветви кечуа II.

## Основные морфологические различия между кечуанскими языками I и II
| I                   | II                            | Русский                           |
| ------------------- | ----------------------------- | --------------------------------- |
| -ĉaw                | -pi                           | в                                 |
| -piqta, -pita, -piq | -manta                        | из, от                            |
| -naw                | -šina, -hina                  | как                               |
| -r                  | -špa                          | суффикс деепричастия              |
| -yka-               | -chka-                        | суффикс продолженного времени     |
| (долгота гласного)  | -ni                           | окончание глагола 1-го лица ед.ч. |
| -ya-, -paaku-       | -…ku, -nkichik, -llapa, -sapa | окончание глагола мн.ч.           |
| -ma-                | -wa-                          | мне, меня                         |
| -kaq                | (chay …-qa)                   | который, которая, которое         |
| -naa, naq           | -šqa                          | повествовательное прошедшее время |